# Seven Mile, Arizona
Seven Mile je naseljeno područje za statističke svrhe u američkoj saveznoj državi Arizona. Prema popisu stanovništva iz 2010. u njemu je živjelo 707 stanovnika.